# Nasarawa
Nasarawa és una ciutat de Nigèria a l'estat de Nasarawa. La ciutat es troba just al nord d'un forquilla al riu Okwa, que és un afluent del riu Benue. Està situada en la intersecció de les carreteres locals que porten a Keffi i als ports del riu Benue de Loko i Umaisha. És capital de l'emirat tradicional de Nasarawa i d'una àrea de govern local (LGA) la qual té una població de 189.835 habitants (cens del 2006).
L'agricultura i la mineria (estany i columbita) són les principals activitats de població predominantment afo de la zona. Nasarawa és un mercat per al nyam, la melca, el mill, la soja, nous de karité i el cotó que es conrea a la zona circumdant. La ciutat disposa d'una escola secundària i un hospital.